# Papper

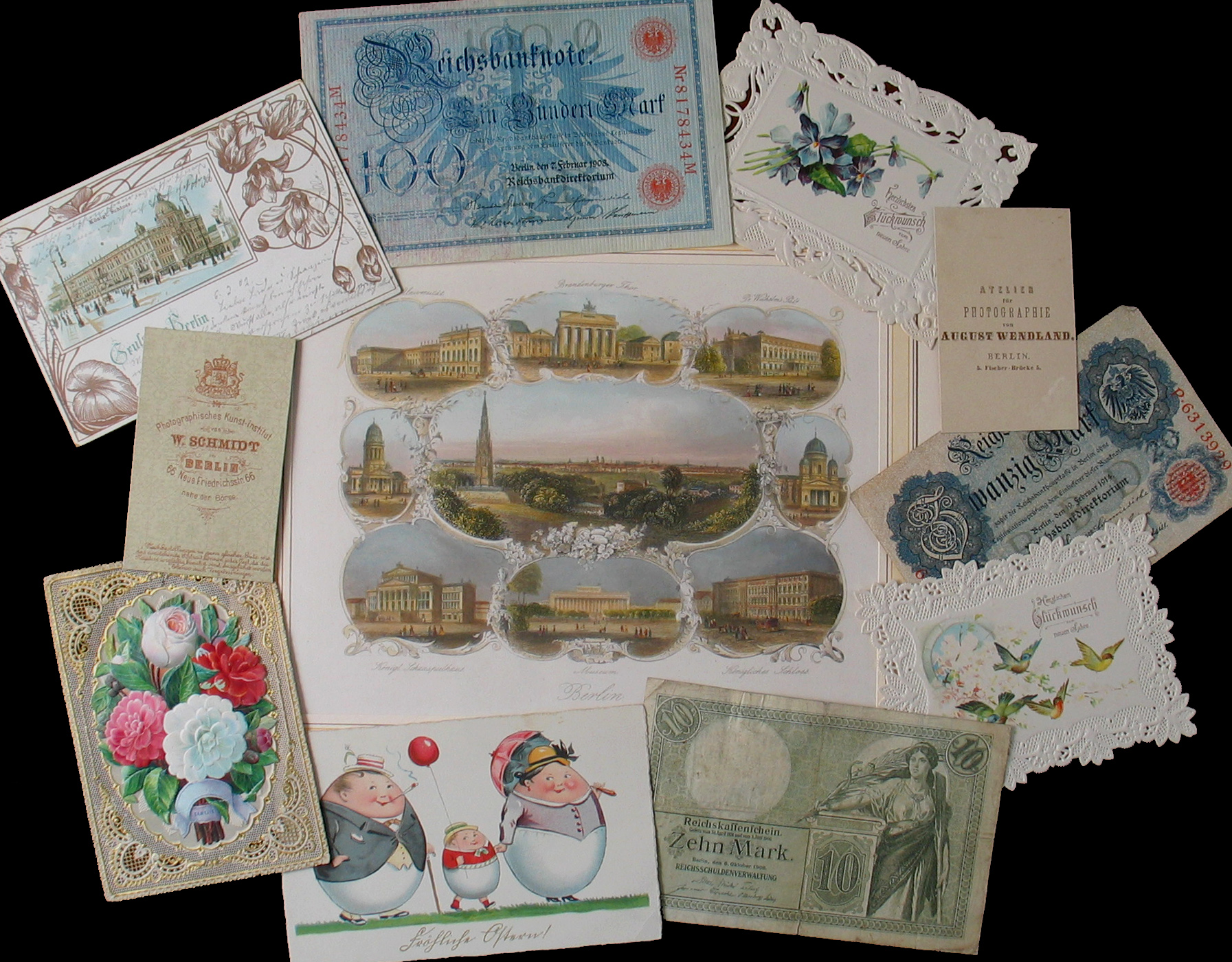
Användning av papper.

Papper är ett tunt fibermaterial, som tillverkas genom avvattning av en suspension av växtfibrer på en nätduk, så kallad vira eller viraduk. Suspensionen av fibrerna går under benämningen mäld och fibrerna brukar allmänt benämnas som massa eller pappersmassa. Växtfibrerna innehållande cellulosa kan vara mer eller mindre kemiskt och/eller mekaniskt behandlade inför papperstillverkning.
Fibrerna, som vid avvattningen blir kvar på viran, binds samman av vätebindningar, som utvecklas i samband med pressning och torkning, och bildar papperet. Pappersfibrerna har en längd av cirka 3 mm från barrved och ungefär 1 mm från lövved och från många icke-vedartade växter såsom gräs (inklusive bambu), halm, vass, och dylikt. Fibrer från vissa växter kan vara längre såsom från bomullsväxter, hampa, eller abacáväxten (och lämpa sig för speciella pappersslag såsom sedelpapper eller tepåspapper).
Arkivpapper är ett av Sveriges Tekniska Forskningsinstitut godkänt papper med en garanterad åldersbeständighet om minst 100 år.

## Historik
Produktion av papper, tillverkat genom avvattning av en fibersupension, utvecklades först i Kina runt år 100 e.Kr. av Cai Lun. Arkeologiska fynd har dock visat att det tillverkades papper i Kina redan 250 år innan Cai Lun var aktiv fast med en lite annorlunda process där pappersmassan hälls över en fast yta i formen.
Dessförinnan och under ytterligare mer än 1000 år tillverkades i flera olika kulturer produkter för skrivändamål från till exempel pappersmullbärsträdet (Broussonetia papyrifera), nässelbast, papyrusväxten, gräs och andra växter med sådana egenskaper som gjorde dem lämpliga till att skapa en arkstruktur. Vidare användes för skrivändamål läder (pergament) och även lertavlor och stentavlor, såsom till exempel runstenar.

## Pappersslag
Papper används inom tre huvudområden:
- för skriv- och tryckändmål,
- som förpackningsmaterial oftast vid högre ytvikter (då ofta kallat kartong),
- samt för hygienändamål vid lägre ytvikter (då ofta kallat tissue eller mjukpapper).

Härutöver förekommer ett stort antal olika specialanvändningsområden för papper.
Skriv- och tryckpapper brukar indelas i:
- Tidningspapper
- Obestrukna trähaltiga (med mekanisk massa) skriv- och tryckpapper
- Bestrukna trähaltiga skriv- och tryckpapper
- Obestrukna träfria (med blekt kemisk massa) skriv- och tryckpapper
- Bestrukna träfria skriv- och tryckpapper

Förpackningsmaterial brukar indelas i
- Säckpapper och annat kraftpapper
- Liner och fluting för wellprodukter
- Vätskekartong
- Kartong

## Papperstillverkning

### Råvaran för papperstillverkning
Papper tillverkas i massa- och pappersindustrin från cellulosahaltiga fibrer i form av pappersmassa. Den helt dominerande råvaran för pappersmassatillverkning är ved, men även ej vedartade växter såsom halm, lin, hampa och bomull kan användas. Även syntetiska fibrer såsom polyeten och polypropen kan i vissa fall utnyttjas i papper för att erhålla speciella egenskaper. Tidigare gjordes papper också av textillump
Det finns dock flera olika metoder för tillverkning av pappersmassa:
- Mekaniska tillverkningsmetoder har använts sedan 1840-talet. Fibrerna separeras här mekaniskt från varandra med hjälp av kvarnar (raffinörer) eller med slipstenar. Papperet blir svagare än vid tillverkning från kemisk massa då cellulosahalten är lägre genom att vedens alla komponenter, speciellt lignin, är kvar, men de mekaniska metoderna ger ett högt massautbyte, oftast över 85–90%. Ligninet i papperet ger sämre bindning mellan fibrerna och papperet gulnar av belysning.

- Kemiska tillverkningsmetoder med massautbyten på ca 45–55%.
  - Sulfitprocessen var från slutet av 1800-talet till 1940-talet den dominerande metoden för framställning av pappersmassa. vedflis kokas i lösningar av svaveldioxid (svaveldioxid löst i alkali tills pH-värdet blir ca 7 eller lägre), och processen ger en förhållandevis ljus massa, men inte lika stark som från sulfatprocessen.
  - Sulfatprocessen har dominerat sedan 1940-talet och ger starkare papper än andra metoder. Processen innebär att vedflis kokas i vitlut, en starkt alkalisk lösning av natriumsulfid och natriumhydroxid.

- Returpapper används även för tillverkning av returfibermassa, som används för papper och kartong med delvis lägre kvalitetskrav.

### Handtillverkat papper
Fram till ca mitten av 1800-talet tillverkades huvuddelen av allt papper för hand. Idag är emellertid handtillverkat papper närmast en kuriositet, men tillverkas för speciella ändamål, speciellt kanske för konstnärsverksamhet. I Sverige har Lessebo pappersbruk fortsatt att tillverka handgjort papper med bekanta vattenmärken (som till exempel bikupan). I många länder tillverkas handgjort papper vid enstaka bruk, men traditionen är svår att upprätthålla på grund av de förhållandevis höga tillverkningskostnaderna.
Formning för hand omfattar följande steg:
- Formaren uppfångar ur kypen en avpassad mängd av den 50-70 °C varma, utspädda massan på den med en lös däckelramen kantad arkform, ofta med metallduk eller med annat karakteristiskt viramönster. Han skakar arkformen horisontellt, under det att vattnet rinner av, så att en jämntjock fiberyta (arket) erhålles.
- Formaren avlämnar formen till guskaren som trycker av arket mot en yllefilt. En på detta sätt bildad stapel av papper med filtmellanlägg pressas och tas isär.
- Därefter pressas papperet separat.

Därefter följer:
- torkning,
- limning genom neddoppning i tunt lim (såvida massan inte redan blivit limmad),
- limtorkning,
- sortering och
- appretering, glättning mellan valsar, packpressning med mera.

Det handformade papperet får ofta ha kvar sina råa kanter, delvis för att det ska synas att det är handgjort. I det handformade papperet sitter ofta vattenmärket (bildat genom massans förtjockning eller förtunning av nedpressade eller upphöjda delar i arkformen) på samma ställe i alla ark.

### Maskinell papperstillverkning
Så gott som allt papper idag tillverkas med pappersmaskiner. Papperstillverkningen går till så att en suspension av pappersmassa pumpas ut genom en så kallad inloppslåda på en ändlös nätduk, en så kallad vira eller viraduk, som idag normalt tillverkas från plast- eller syntetisk tråd. Tidigare förekom metallviror, tillverkade från till exempel av bronstråd eller rostfri tråd. Inloppslådans funktion är att sprida suspensionen av fibrerna i vatten (mälden) så jämnt som möjligt över hela virapartiet (över hela maskinbredden) för att uppnå så jämn kvalitet (ytvikt) som möjligt över hela pappersbanan. Pappersmassan avvattnas över virapartiet och formas till en pappersbana som därefter passerar ett pressparti med presscylindrar för ytterligare mekanisk avvattning och därefter till ett torkparti med torkcylindrar.
Pappret bestryks sedan eventuellt med pigment och glättas, varefter pappersbanan rullas upp på stora rullar. Moderna maskiner har pappersbanor med bredder ända upp till tio meter och maskinernas längder blir omfattande.
Beroende på fibermängd (koncentration) i suspensionen och på mängden mäld per kvadratmeter vira kan olika tjocklek på papperet skapas. Ett annat vanligare mått relaterat till tjocklek är den så kallade ytvikten angiven i gram per kvadratmeter (g/m²).

## Miljöpåverkan
Konsumtionen av papper har kraftigt ökat i modern tid. Något mer än hälften av papperet tillverkas från pappersmassa, som producerats från färsk ved, och resten från återvunnet papper.
I samband med papperstillverkning påverkas miljön av olika fasta avfall och utsläpp till recipient (till vatten) och till atmosfären (till luft). De fasta avfallen kan i stor utsträckning förbrännas. Utsläppen med avlopp till vatten inkluderar speciellt suspenderade ämnen (såsom fibrer och fasta ämnen från bestrykningssmetar) samt syreförbrukande ämnen (mätta som COD eller BOD) i förhållandevis små halter (jämfört med massatillverkningsstegen). Utsläppen till luft beror helt på om pappersbruket är integrerat med massatillverkning eller inte. Vid integrerad tillverkning är luftutsläppen normalt relaterade till massatillverkningen och pappersbruket erhåller värme (ånga) från massabrukssidan. Vid ointegrerad papperstillverkning uppstår luftutsläpp speciellt som rökgaser från ångpanna och då beroende på använda bränslen för pannan. Utsläppsparametrar inkluderar t.ex. partikulärt material (damm), svaveldioxid, kväveoxider (och naturligtvis koldioxid).
Avloppen behandlas normalt i flera steg innan de släpps till recipient. Behandlingen omfattar dels mekanisk rening genom sedimentation, dels biologisk rening genom luftningssteg. Rökgaser renas normalt med elektrofilter för avlägsnande av partiklar och med alkalisk skrubber för avlägsnande av svaveldioxid.